# Anfi

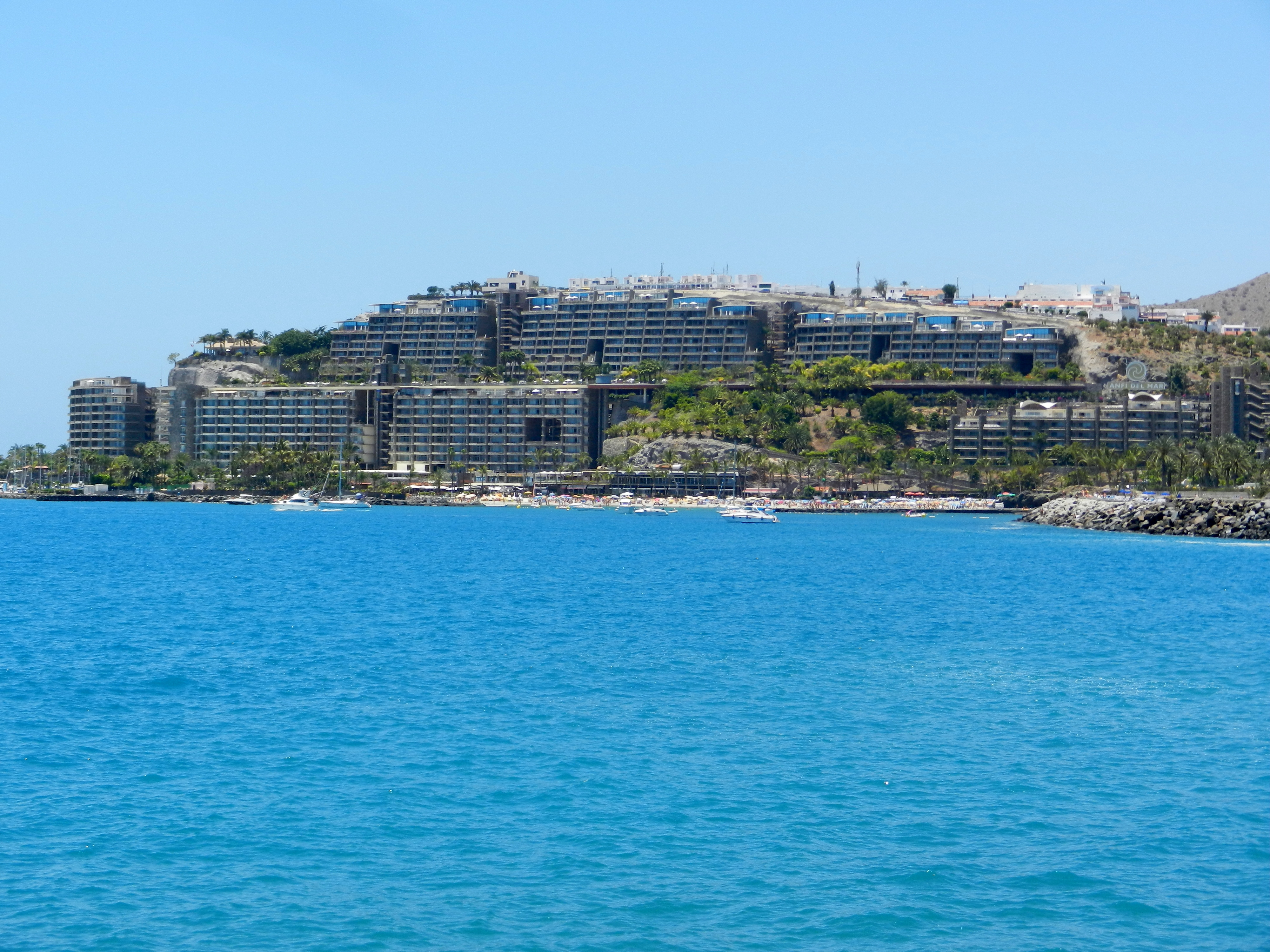
Anfi del Mar, vy från Playa de Patalavaca (2011).

Anfi-gruppen är ett turistföretag på Gran Canaria som har två stora semesteranläggningar, Anfi del Mar och Anfi Tauro Golf & Luxury Resorts. Dessa två anläggningar, som består av sammanlagt fem hotell, ligger på sydvästra delen av Gran Canaria.
Anfis två anläggningar har mer än 1000 anställda och hälftenägs av Anfi International BV och det kanariska bygg- och fastighetsföretaget Santana Cazorla.
Anläggningarna drivs på timeshare-basis och är bara öppna för medlemmar.

## Historik
Anfi-projektet inleddes 1988 av den norske entreprenören Bjørn Lyng. Företaget Anfi International grundades 1992. I närheten av orten Arguineguín några kilometer från Puerto Rico uppfördes de fyra semesterklubbarna Anfi Beach Club (färdigställt 1993), Club Puerto Anfi (1996), Club Monte Anfi (1999) och Club Gran Anfi (2003). Dessa fyra bildar gemensamt Anfi del Mar med 869 lägenheter. Gemensamt för dessa fyra uppfördes också en parkanläggning, ett köpcentrum, en småbåtshamn och en hjärtformad konstgjord ö med en anlagd sandstrand. 2002 påbörjades byggarbetena för Anfi Tauro Golf & Luxury Resorts i Tauro-dalen. Det första hotellet på denna anläggning, Anfi Emerald Club, färdigställdes 2008 och har två egna golfbanor med 9 respektive 18 hål.
I december 2000 köpte tyska Preussag 51% av Anfi-hotellkedjan. Preussag övergick 2002 i TUI som 2004 sålde sin andel till Lyng.-företaget Anfi International. Det kanariska företaget Santana Cazorla köpte samma år 50% av Anfi-anläggningen.
Bjørn Lyng avled 2006.